# アメリカ合衆国教育長官
アメリカ合衆国教育長官（アメリカがっしゅうこくきょういくちょうかん、United States Secretary of Education）は、アメリカ合衆国教育省の長である。同職は大統領の内閣の一員であり、大統領継承順位は第16位である。同職は、教育行政を管掌する。
1979年、大統領ジミー・カーターは内閣レベルの組織として教育省を設置した。かつて、教育行政は保健教育福祉省（現・保健福祉省）によって行われていた。日本の文部科学大臣、旧文部大臣に相当する。
長官は「制度の質と完全性に関する国家諮問委員会」や、高等教育機関の信任及び適任・認可手続き関係事務に関する諮問委員会から助言を受ける。
日本の文部科学大臣に相当する。

## 継承順位
長官が死亡、辞任その他の理由により職務を継続できないときは、長官職は空位とみなし、副長官以下が一時的に長官の職務を代行する。長官職を代行する法的資格は、以下の順序で規定されている。
1. 副長官
2. 次官
3. 法務顧問
4. 最高財務責任者

## 歴代教育長官
| 代 | 氏名                                   | 氏名                                   | 在任期間       | 在任期間       | 大統領                                      |
| 代 | 氏名                                   | 氏名                                   | 着任           | 退任           | 大統領                                      |
| -- | -------------------------------------- | -------------------------------------- | -------------- | -------------- | ------------------------------------------- |
| 1  | シャーリー・マウント・ハフステッドラー | シャーリー・マウント・ハフステッドラー | 1979年11月30日 | 1981年1月20日  | ジミー・カーター                            |
| 2  | テレル・ハワード・ベル                 | テレル・ハワード・ベル                 | 1981年1月22日  | 1985年1月20日  | ロナルド・レーガン                          |
| 3  | ウィリアム・ジョン・ベネット           | ウィリアム・ジョン・ベネット           | 1985年2月6日   | 1988年9月20日  | ロナルド・レーガン                          |
| 4  | ラウロ・フレッド・カヴァゾス           | ラウロ・フレッド・カヴァゾス           | 1988年9月20日  | 1990年12月12日 | ロナルド・レーガン ジョージ・H・W・ブッシュ |
| 5  | アンドリュー・ラマー・アレクサンダー   | アンドリュー・ラマー・アレクサンダー   | 1991年3月22日  | 1993年1月20日  | ジョージ・H・W・ブッシュ                    |
| 6  | リチャード・ウィルソン・ライリー       | リチャード・ウィルソン・ライリー       | 1993年1月21日  | 2001年1月20日  | ビル・クリントン                            |
| 7  | ロデリック・レイナー・ペイジ           | ロデリック・レイナー・ペイジ           | 2001年1月20日  | 2005年1月20日  | ジョージ・W・ブッシュ                       |
| 8  | マーガレット・スペリングス             | マーガレット・スペリングス             | 2005年1月20日  | 2009年1月20日  | ジョージ・W・ブッシュ                       |
| 9  | アーン・ダンカン                       | アーン・ダンカン                       | 2009年1月21日  | 2016年1月1日   | バラク・オバマ                              |
| 10 | ジョン・キング・ジュニア               | ジョン・キング・ジュニア               | 2016年1月1日   | 2017年1月20日  | バラク・オバマ                              |
| 11 | ベッツィ・デヴォス                     | ベッツィ・デヴォス                     | 2017年2月7日   | 2021年1月8日   | ドナルド・トランプ                          |
| -  | ミック・ザイス                         | ミック・ザイス（代行）                 | 2021年1月8日   | 2021年1月20日  | ドナルド・トランプ                          |
| -  | フィル・ローゼンフェルト               | フィル・ローゼンフェルト（代行）       | 2021年1月20日  | 2021年3月2日   | ジョー・バイデン                            |
| 12 | ミゲル・カルドナ                       | ミゲル・カルドナ                       | 2021年3月2日   | 2025年1月20日  | ジョー・バイデン                            |
| -  | デニス・L・カーター                    | デニス・L・カーター                    | 2025年1月20日  | 2025年3月3日   | ドナルド・トランプ                          |
| 13 | リンダ・マクマホン                     | リンダ・マクマホン                     | 2025年3月3日   | 現職           | ドナルド・トランプ                          |